# Катар Еъруейс
Катар Еъруейс (на арабски: القطرية, на английски: Qatar Airways) е националната авиокомпания на Катар със седалище в столицата на страната, Доха.
Авиокомпанията лети до над 160 дестинации, всички от които са международни. Катар Еъруейс е една от седемте авиокомпании с най-висок петзвезден рейтинг според британската агенция Скайтракс. Член е на алианса Oneworld за превоз на пътници.

## Направления
Към януари 2017 г. Катар Еъруейс обслужва над 160 дестинации в Африка, Азия, Европа, Северна Америка, Южна Америка, Австралия и Океания.
На 6 февруари 2017 г. Боинг 777 на Катар Еъруейс лети с най-дългия нон-стоп търговски полет в историята от Доха до Окланд. За 16 часа и 20 минути лайнерът изминава разстояние от 14 500 километра.

## Салон на самолетите
По време на полетите се предоставя цифрова сателитна телевизионна услуга с излъчване на европейски и арабски телевизионни канали. Всички самолети за дълги разстояния са оборудвани с лични развлекателни системи по време на полет, които включват видео по заявка, телевизионни предавания, музикални канали, игри, интерактивна полетна карта и личен телефон.

### Първа класа
Салоните от първи клас се предлагат само на борда на самолети A380-800. На пътниците е осигурен комфортът на напълно полегнали пътнически седалки, 15-инчови видео дисплеи със система за лични развлечения по време на полета, включително телевизия, многоканални аудио предавания, лични телефони, електрически контакти, спално бельо, пижама и други нощни аксесоари.

### Бизнес класа
На пътниците от бизнес класа се предлага удобството на легналите легла. През 2017 г. кабината на бизнес класа на авиокомпанията е призната за най-добрата сред всички авиокомпании в света според агенция Skytrax.

## Инциденти
- На 1 юни 2006 г. Еърбъс A330 на полет QR889 Доха – Шанхай спира двата двигателя по време на приближаването му на международното летище Пудонг в Шанхай. След известно време пилотите успяват да запалят двигателите отново и самолетът безопасно каца на летището в Шанхай.
- На 19 април 2007 г., по време на поддръжката на самолета A300, в хангара на международното летище Абу Даби избухва пожар, в резултат на което авиолайнерът е сериозно повреден и по-късно изведен от експлоатация.